# D3 (hunebed)
Hunebed D3 ligt op de Steenakkers aan de Schutsweg ten zuiden van Midlaren in de Nederlandse provincie Drenthe. Hunebed D3 ligt - vanaf de weg gezien - achter zijn 'tweelingbroer' en is daardoor nog meer aan het zicht onttrokken. Samen met hunebed D4 wordt dit hunebed de "Hunenborg" genoemd.
Het hunebed ligt samen met het D4 wat verscholen tussen twee oude boerderijtjes (keuterijtjes) (nr. 40 en 42) net buiten het dorp Midlaren. Ze zijn begroeid met korstmossen. 

## Bouw
D3 is gebouwd tussen 3400 en 3100 v.Chr. en wordt toegeschreven aan de trechterbekercultuur.
Het hunebed heeft 6 dekstenen en 14 sluit- en zijstenen en 2 poortstenen. Het is 10,7 meter lang en 4,4 meter breed.

## Geschiedenis

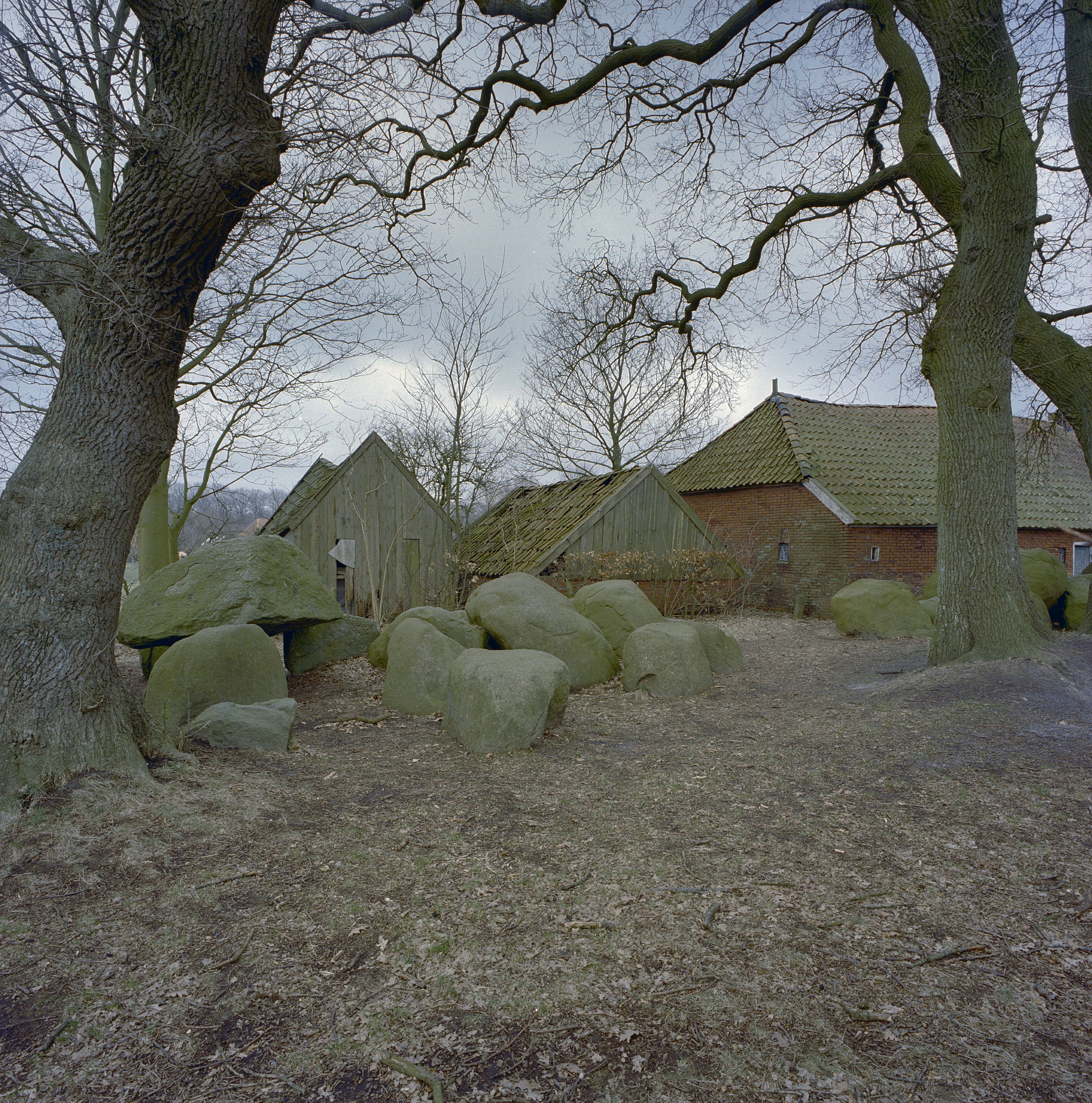
Overzicht van de hunebedden D3 en D4, Rijksdienst voor het Cultureel Erfgoed

De hunebedden werden in 1711 vermeld, maar de schrijver ging er nog van uit dat het om één hunebed ging. 
Beide boerderijtjes zijn op 31 december 1869 voor honderd gulden overgenomen van de Boermarke van Midlaren door het Rijk. In 1870 werden de resten van de dekheuvels afgegraven, hierbij kwamen potten en drie vuurstenen bijltjes tevoorschijn. De hunebedden werden gefotografeerd door Friedrich Julius von Kolkow. 
Van Giffen noemt het hunebed "nog al gestoord".
In 1965 werd een restauratie uitgevoerd, de stenen verzakten door vlierstruiken in de kelder. In 1983 werden gasbetontegels geplaatst om illegale schatgraverij te voorkomen. In 2003 werd aardewerk uit de tijd van de hunebedbouwers aangetroffen onder de vloer van de schuur van nummer 40.
De hunebedden worden beheerd door Het Drentse Landschap en werden in 2003 erkend als rijksmonument. Een van de boerderijtjes is inmiddels aangekocht door Het Drentse Landschap.
In 2018 werden napjes op het hunebed ontdekt